# Jana Lorencová
Jana Lorencová (2. dubna 1940 Biskupice-Pulkov – 13. dubna 2023 Ostrava-Poruba) byla česká novinářka a politička, v letech 2013 až 2017 poslankyně Poslanecké sněmovny PČR jako bezpartijní za hnutí ANO 2011.

## Život
Po absolvování gymnázia studovala v 60. letech 20. století na vysoké škole žurnalistiku, studium však nedokončila kvůli nesouhlasu se vstupem vojsk Varšavské smlouvy. Krátce pracovala v médiích, ale i odtud byla v roce 1970 donucena odejít. Do roku 1989 pak pracovala téměř 20 let jako servírka.
Po roce 1989 se vrátila zpět k novinářské praxi, založila noviny Moravskoslezský den, pracovala pro Deník a Telegraf, spolupracovala se Svobodnou Evropou. Do roku 1994 působila v tištěných médiích, poté se stala zaměstnankyní České televize. V ČT se podílela jako reportérka na pořadech Nadoraz, Fakta, Klekánice, Za zdí a Případ pro reportérku. Mezi nejznámější patřily její reportáže o kauze lehkých topných olejů, o podvodech s nadhodnocenými drahými kameny nebo o krachujících kampeličkách. Spolu s Jiřím Večeřem o své nejznámější kauze LTO napsala knihu Krvavé oleje (2006) a natočila dokument-rozhovor Můj přítel vrah. V souvislosti s prací investigativní novinářky se opakovaně stala terčem řady výhrůžek. Do května 2009 pak vedla reportérské oddělení Českého rozhlasu 2 Praha.
Získala řadu novinářských ocenění, například Cenu Ferdinanda Peroutky (2002), Křepelky (?) a Trilobita (2004). V roce 2009 uvažovala o obnovení investigativního pořadu Klekánice, který byl zrušen roku 2004, v soukromém vysílání na internetu, proti čemuž se Česká televize ohradila.
V posledních letech života byla opakovaně viněna z šíření dezinformací a proruské propagandy.
Prezident Miloš Zeman ji 28. října 2018 vyznamenal medailí Za zásluhy I. stupně. To už předem avizoval 15. října v živě vysílaném pořadu Českého rozhlasu, kdy Lorencovou spolu s dalšími dvěma osobnostmi vulgárně označil za bojovníky proti „ekonomickým zmr*ům“. Toto vyznamenání nakonec vrátila. Na šíření nepravdivých informací Janou Lorencovou právě v souvislosti s vyznamenáním tehdy upozornili např. Manipulátoři.cz či Fórum 24.
Jana Lorencová byla vdaná, od svých 20 let žila v Ostravě.

## Politické působení
Ve volbách do Poslanecké sněmovny PČR v roce 2009 měla kandidovat jako lídryně Strany zelených v Moravskoslezském kraji. Volby se ale nakonec neuskutečnily.
Zúčastnila se voleb do Senátu PČR v roce 2012, kdy kandidovala jako bezpartijní za Stranu práce v obvodu č. 74 – Karviná. Se ziskem 17,25 % hlasů skončila na třetím místě a nepostoupila tak do druhého kola. Původně se jednalo o její kandidatuře za hnutí ANO 2011, předseda hnutí Andrej Babiš však její kandidaturu neprosadil na ustavujícím sjezdu hnutí, přesto ji poté osobně podpořil spolu s Tomiem Okamurou.
Ve volbách do Poslanecké sněmovny PČR v roce 2013 kandidovala jako bezpartijní ze druhého místa kandidátky hnutí ANO 2011 v Moravskoslezském kraji a byla zvolena. Získala 6 929 preferenčních hlasů a tím předskočila i lídra kandidátky Josefa Hájka, který se však do Sněmovny také dostal. V roce 2016 podepsala návrh zákona předkladatele Zdeňka Ondráčka (KSČM) na ochranu prezidenta republiky s trestní sazbou až jeden rok vězení. Ve volbách do Poslanecké sněmovny PČR v roce 2017 již nekandidovala.

## Ocenění
medaile Za zásluhy  1. stupeň (2018)